# Rodolfo Augustinovich
Pál Augusztinovits (28 gennaio 1906 – ...) è stato un calciatore ungherese, di ruolo portiere.

## Carriera
Difende i pali del Livorno nel campionato di Prima Divisione 1925-1926 disputando 15 partite e subendo 36 reti.